# Музички центар Крагујевац
| Музички центар Крагујевац |                                       |
|                           |                                       |
| Оснивач:                  | Град Крагујевац                       |
| Основана:                 | 2010.                                 |
| Седиште:                  | Николе Пашића 6/3 · Крагујевац Србија |
| Директор:                 | Небојша Јаковљевић                    |
| Веб презентација          | http://www.muzickicentar.rs/          |

Музички центар Крагујевац је основан 2010. године од стране град Крагујевца, са циљем успостављања институционалне организације музичког живота града као делатности од општег културног интереса.
Оснивањем су створени услови да градски музички уметници (ствараоци и извођачи, солисти и ансамбли) и градске музичке манифестације (концерти и фестивали) постижу виша уметничка достигнућа и потпуније задовољавају културне потребе грађана Крагујевца на подручју уметничке музике.
Центар промовише, пре свега, уметничку музику, али су такође и други жанрови попут симфо-рока, џеза, етно музике заступљени на репертоару ансамбала који наступају у организацији Музичког центра. Програм је намењен љубитељима и познаваоцима музике као и професионалним музичарима.
Музички центар је од 2011. године преузео организацију Међународног фестивала камерних хорова и вокалних ансамбала који се одржава бијенално.

## Организациони делови
У оквиру Уметничког сектора Музичког центра делују посебни организациони делови и то:
- Крагујевачки симфонијски оркестар, један је од најзначајнијих уметничких пројеката покренутих у Крагујевцу. Иницијатива за оснивање оркестра потекла је са Одсека за музичку уметност Филолошко-уметничког факултета Универзитета у Крагујевцу. Извођачки састав оркестра чине професори, сарадници и студенти ФИЛУМ-а, чланови градског камерног оркестра Шлезингер, професори Музичке школе „др Милоје Милојевић”, а по потреби и извођачи из осталих градова региона.
- Градски камерни хор Лицеум, основан је 1990. године на иницијативу Друштва за препород крагујевачке културе, од стране Скупштине општине града Крагујевца и Универзитета у Крагујевцу, са циљем да обнови и унапреди једноиповековну традицију хорског певања у Крагујевцу, некадашњој престоници Србије. Академски камерни хор Лицеум је иницијатор, организатор и учесник свих досадашњих сесија летњег Међународног фестивала камерних хорова, који се одржава од 1995. године.
- Градски камерни оркестар „Шлезингер”, основан је 2006. године као резултат непорециве потребе за специфичном и драгоценом културном и уметничком улогом у музичком животу Крагујевца.[4]
- Крагујевачки академски оркестар „Акордеониста”, основан је у фебруару 2018. године са циљем да домаћој и иностраној публици понуди аутентичан звук оркестра хармоника на високом професионалном нивоу.[5]
- Градски омладински хор
- Градски дечји хор, ради као подмладак Градског камерног хора Лицеум. Покренут је у децембру 2016. године, са циљем да се деци приближи хорска музика, развије музички укус и стекне однос према правим вредностима.